# Gaullismus

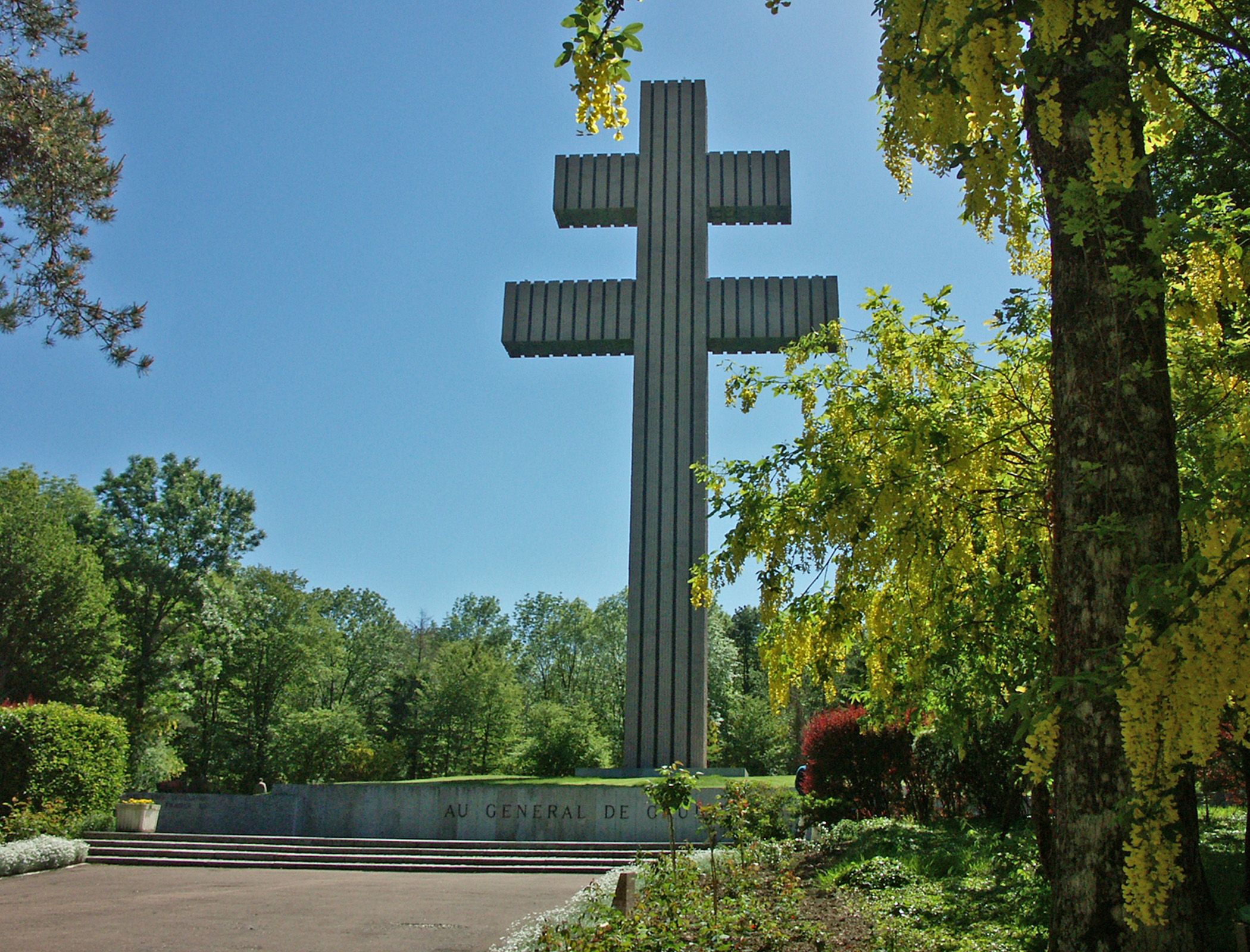
Das Lothringerkreuz – seit dem 1. Juli 1940 Symbol des Gaullismus – in Colombey-les-Deux-Églises

Gaullismus ist eine politische Ideologie in Frankreich, die von Charles de Gaulle begründet wurde und die einen kulturell konservativen, wirtschaftlich aufgeschlossenen, aber zentralistischen Staat anstrebt. Nach dem Ende der Vierten Republik 1958 wurde der Gaullismus in Frankreich zur Gründungsideologie der Fünften Republik. Heute vertritt ein Teil der Partei Les Républicains (bis Mai 2015 Union pour un mouvement populaire), dem auch der ehemalige Präsident Nicolas Sarkozy angehört, die Idee des Gaullismus.

## Politische Ideen

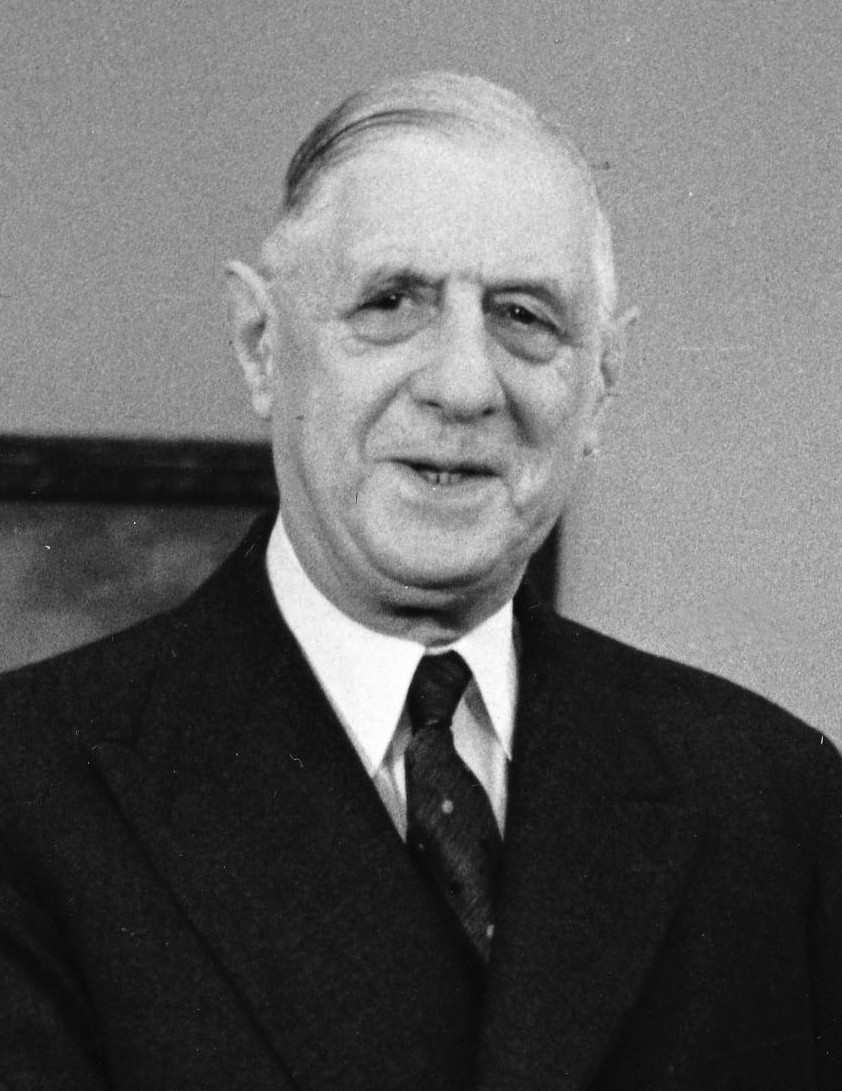
Charles de Gaulle 1963

Die politischen Ideen des Gaullismus entwickelte Charles de Gaulle in der Zeit des Zweiten Weltkriegs. Ein wichtiger Punkt war zu diesem Zeitpunkt die Wiederherstellung der nationalen Größe des von Deutschland besetzten Frankreich. Von 1959 bis 1969 war de Gaulle der erste Präsident der Fünften Französischen Republik, deren Staatsform er maßgeblich bestimmt hatte.
Der Gaullismus ist grundsätzlich konservativ. Er strebt nach einem zentralistischen Staat und legt Wert auf die nationale Souveränität und internationale Bedeutung Frankreichs als Großmacht sowie eine eigenständige Außenpolitik in Zeiten des Kalten Kriegs. Dies äußerte sich maßgeblich im eigenen Atomwaffenprogramm (force de frappe) und dem Ausscheiden aus der militärischen Integration der NATO 1966. Gaullisten sind in der Regel sehr patriotisch und stehen der europäischen Integration ambivalent gegenüber: Statt dem supranationalen Ziel der Vereinigten Staaten von Europa strebten de Gaulle und seine Anhänger ein „Europa der Vaterländer“ an.
Während der Gaullismus in sozialen und kulturellen Fragen traditionalistisch ist, befürwortet er eine wirtschaftliche und technische Modernisierung. Hierbei setzten die Gaullisten auf Staatsinterventionismus (dirigisme), d. h. ein staatliches Eingreifen in die Wirtschaft durch Förderprogramme und Staatsunternehmen. Mit diesem „Dritten Weg“ zwischen liberalem Kapitalismus und Sozialismus war er sowohl für Vertreter des rechten wie des linken politischen Lagers anschlussfähig.
Nach dem Rücktritt (1969) und Tod (1970) Charles de Gaulles entwickelte sich die Ausrichtung der gaullistischen Parteien unter Georges Pompidou (Präsident von 1969 bis 1974) und unter Jacques Chirac (Präsident von 1995 bis 2007) schrittweise weiter: von wirtschaftspolitischem Dirigismus hin zu liberaler Marktwirtschaft und vom außenpolitischen Sonderweg Frankreichs hin zu europäischer Integration und schließlich (unter Präsident Nicolas Sarkozy 2009) sogar zur Rückkehr in die Militärstrukturen der NATO. Dies wird als „Neogaullismus“ bezeichnet. Die Unterschiede zwischen Gaullisten und nicht-gaullistischen Mitte-rechts-Parteien (sowohl innerhalb Frankreichs als auch in anderen westeuropäischen Staaten) verwischten sich dadurch zunehmend.
Jedoch gab es Widerstand von „orthodoxen“ und „sozialen Gaullisten“, die die Abtretung nationaler Souveränität an europäische Institutionen bzw. liberale Wirtschafts- und Sozialreformen ablehnten. Beispielhaft hierfür steht das Referendum über den Vertrag von Maastricht 1992, bei dem die Parteiführung des gaullistischen RPR um Jacques Chirac für ein „Ja“ plädierte, während „orthodoxe Gaullisten“ wie Charles Pasqua und „soziale Gaullisten“ wie Philippe Séguin für ein „Nein“ warben und damit rund zwei Drittel der RPR-Wähler auf ihrer Seite hatten.

## Parteien, Personen und Fraktionen des Gaullismus

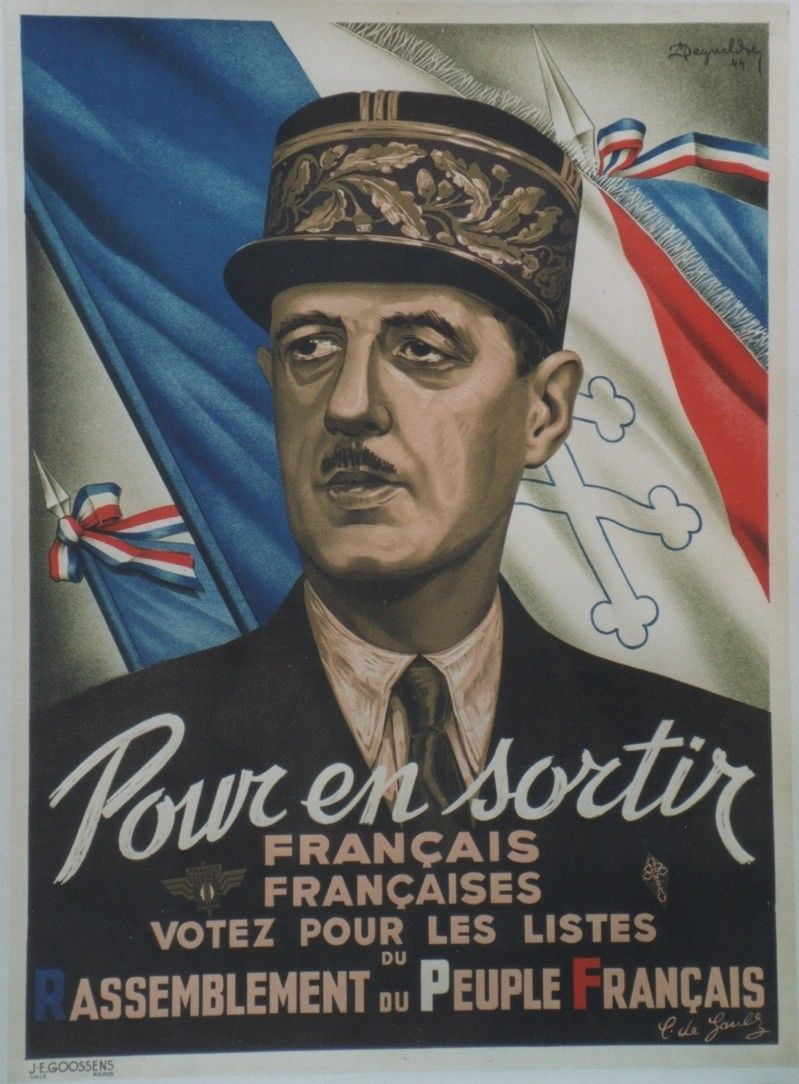
Wahlplakat des RPF 1947

Der Gaullismus brachte mehrere Parteien hervor:
- 1947–1955: Rassemblement du Peuple Français (RPF). Nach der Befreiung gründete de Gaulle das Rassemblement (Sammlung), um das politische Programm umzusetzen, das er in den Reden von Bayeux vorstellt. Nach ersten Erfolgen schnitt die Partei bei den Wahlen schwächer ab als von de Gaulle erhofft, weshalb er sich 1953 zurückzog und das RPF zerfiel.
- 1958–1962: Union pour la Nouvelle République (UNR). Am 13. Mai 1958 wurde sie auf dem Höhepunkt des Algerienkriegs zur Rückkehr von de Gaulle in Regierungsfunktionen gegründet. Ihre Mitglieder setzten sich hauptsächlich aus Anhängern eines algerischen Staates unter französischer Regie (Algérie Française) zusammen. Als de Gaulle schließlich eine Politik der Selbstbestimmung für Algerien vorstellte, kam es zu Meinungsverschiedenheiten mit Jacques Soustelle. Bedeutende Mitglieder waren Michel Debré und Jacques Chaban-Delmas.
- 1958–1962: Union Démocratique du Travail (UDT). Diese neue Bewegung vereinigte die linksgerichteten Gaullisten, d. h. diejenigen, die de Gaulle zutrauten, in Algerien einen Frieden auszuhandeln. Bedeutende Mitglieder waren Henri Capitant, Henri Vallon und Léo Hamon.
- 1962–1967: Nach den Abkommen von Evian und anlässlich der Präsidentschaftskampagne schlossen sich diese beiden Bewegungen unter der Bezeichnung UNR-UDT zusammen.
- 1967–1976: Zur Wahl 1967 wurde die UNR-UDT durch die Union des Démocrates pour la Ve République (UD-Ve) ersetzt. Diese benannte sich nach den Maiunruhen 1968 in Union pour la défense de la République (UDR) um. Nach dem Rücktritt (1969) und Tod (1970) de Gaulles führte Georges Pompidou die Regierungspartei. Da die V. Republik nicht mehr neu war und auch nicht mehr bedroht erschien, wurde die Partei 1971 in Union des Démocrates pour la République umbenannt, das Akronym UDR blieb dabei erhalten.

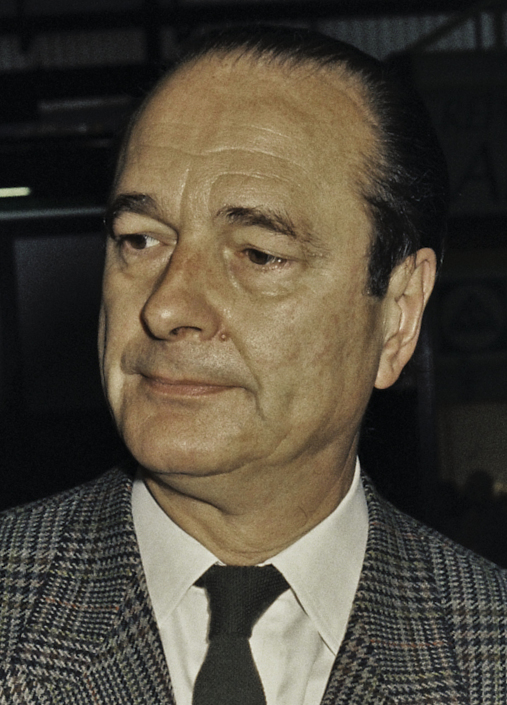
Jacques Chirac, Führungsfigur der Neogaullisten (1990)

- 1976–2002: Rassemblement pour la République (RPR). Nach dem Verlust der Präsidentschaft reorganisierte Jacques Chirac das (neo-)gaullistische Lager in einer neuen Partei. Diese entwickelte sich mehrheitlich in eine wirtschaftsliberale und pro-europäische Richtung, es gab aber auch „orthodoxe“ und „soziale Gaullisten“.
- 1999–2011: Rassemblement pour la France et l’indépendance de l’Europe (RPF). Souveränistische und EU-skeptische Abspaltung vom RPR unter Charles Pasqua.
- 2002–2015: Union pour un mouvement populaire (UMP). Mitte-rechts-Sammelpartei, die vor allem neogaullistische (ehemaliges RPR), aber auch christdemokratische und liberale Ideologien umfasste.
- seit 2008: Debout la République (DLR). Souveränistische, EU-skeptische und „sozialgaullistische“ Kleinpartei unter Nicolas Dupont-Aignan.
- seit 2010: République solidaire (RS). „Sozialgaullistische“ Kleinpartei von Dominique de Villepin.
- seit 2015: Les Républicains (LR). Neuer Name der UMP.

Zu den bedeutendsten Gaullisten in Frankreich gehören André Malraux (Kulturminister 1959–1969), Michel Debré (Premierminister 1959–1962), Georges Pompidou (Premierminister 1962–1968, Staatspräsident 1969–1974), Jacques Chaban-Delmas (Premierminister 1969–1972). Zu den bedeutendsten „Neogaullisten“ zählen Jacques Chirac (Premierminister 1974–76 und 1986–88; Staatspräsident 1995–2007), Alain Juppé (Premierminister 1995–1997), Dominique de Villepin (Premierminister 2005–2007) und Nicolas Sarkozy (Staatspräsident 2007–2012).
Im Europäischen Parlament bildeten die Gaullisten von 1965 bis 1995 eine eigene Fraktion: Diese hieß zunächst Europäische Demokratische Union (Union démocratique européenne, UDE), ab 1973 Fraktion der Europäischen Demokraten für den Fortschritt (Groupe des démocrates européens de progrès, DEP), ab 1984 Sammlungsbewegung der Europäischen Demokraten (Rassemblement des démocrates européens, RDE). Neben den gaullistischen Abgeordneten aus Frankreich gehörten ihr – nach dem EG-Beitritt Irlands, Großbritanniens und Dänemarks 1973 – die Vertreter der irischen Fianna Fáil, der Scottish National Party (bis 1989) und der dänischen Fremskridtspartiet (bis 1984) an. Diese Allianz war eher ein Zweckbündnis von Partnern unterschiedlicher politischer Ausrichtung. Fianna Fáil wird aber zuweilen mit den Gaullisten verglichen, aufgrund ihrer uneindeutigen Position im Links-Rechts-Spektrum, ihrem Nationalismus und ihrer Ausrichtung auf eine charismatische Gründerpersönlichkeit (Éamon de Valera). Eine weitere Gemeinsamkeit war das Eintreten für hohe Preisgarantien für Landwirte im Rahmen der Gemeinsamen Agrarpolitik. Später kamen Abgeordnete der portugiesischen Partido Renovador Democrático und des griechischen Politiki Anixi hinzu. Die gaullistische Fraktion vereinigte sich 1995 mit Forza Europa (die hauptsächlich aus italienischen Abgeordneten der Forza Italia bestand) zur Fraktion Union für Europa. Nach 1999 saßen die Abgeordneten der neogaullistischen RPR in der großen Mitte-rechts-Fraktion der Europäischen Volkspartei und europäischer Demokraten (EVP-ED), während sich die Vertreter des euroskeptischen RPF der nationalkonservativen Fraktion Union für das Europa der Nationen (UEN) anschlossen.